# Paul Tergat
Paul Kibii Tergat född 17 juni 1969 i Baringo är en kenyansk före detta friidrottare som tävlade i långdistanslöpning och i terränglöpning.  
Tergat tillhörde under hela 1990-talet den yttersta världseliten på 10 000 meter. Men var hela tiden tvåa bakom Haile Gebrselassie. Vid såväl VM 1997 och 1999 som vid Olympiska sommarspelen 1996 och 2000 slutade Tergat tvåa efter Gebrselassie. Avstånden mellan de båda var vid varje tillfälle mindre än 2 sekunder och minst var avståndet vid OS 2000 då Gebrselassie vann med nio hundradelar. 
Tergat slog även Gebrselassies världsrekord på 10 000 meter när han i Bryssel 1997 sprang på 26.27,85. Emellertid tog etiopiern tillbaka rekordet året efter. 
Tergat var även en bra terränglöpare och vann VM i terränglöpning tre gånger (1997, 98 och 99). Han vann även VM i halvmaraton två gånger 1999 och 2000 och hade världsrekordet i halvmaraton mellan 2003 och 2007 då rekordet slogs av Gebrselassie.
Dessutom har han vunnit såväl New York marathon som Berlin Marathon. 